# Джонні Карсон
Джон Вільям «Джонні» Ка́рсон (англ. John William «Johnny» Carson; 23 листопада 1925, Корнінг (Айова), Айова — 23 січня 2005, Лос-Анджелес
) — американський журналіст, телеведучий і режисер. Найбільшу славу здобув як багаторічний ведучий телепрограми The Tonight Show («Сьогодні ввечері») на каналі NBC. Також п'ять разів вів церемонію вручення «Оскара». 1987 року ім'я Карсона було внесене до Зали слави телебачення. Карсон отримав шість премій "Еммі" в прайм-тайм, премію Телевізійної академії 1980 року та премію "Пібоді" 1985 року. У 1987 році він був введений до Зали слави Телевізійної академії. У 1992 році Карсон був нагороджений Президентською медаллю Свободи, а в 1993 році отримав почесну відзнаку Центру Кеннеді.

## Біографія

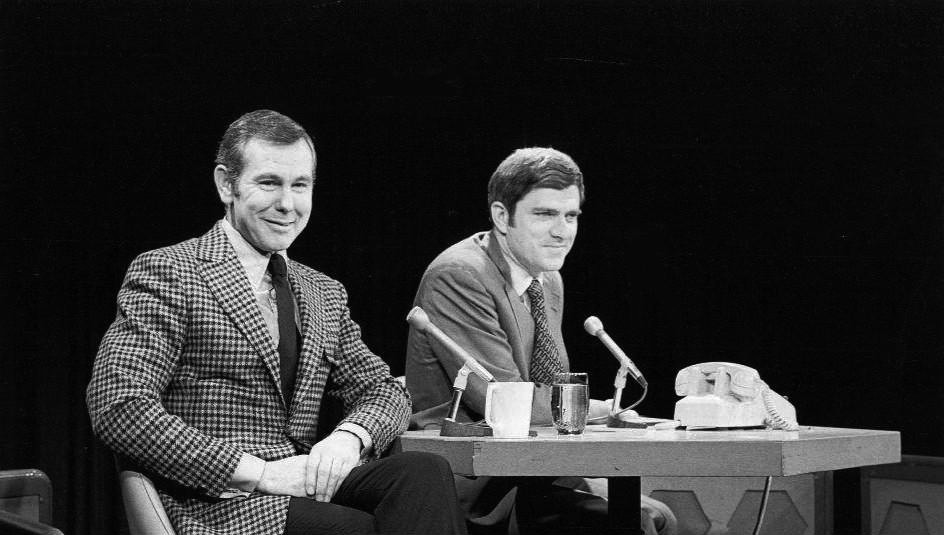
Джонні Карсон і Філ Донаг'ю

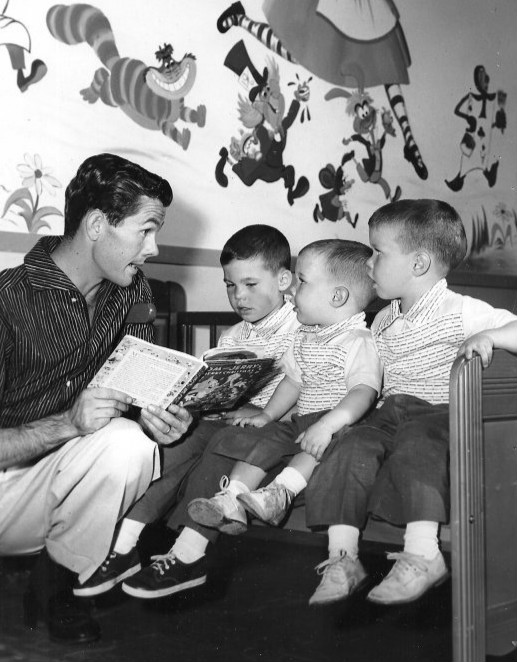

### Дитинство
Джон Вільям Карсон народився 23 жовтня 1925 року в місті Корнінг, штат Айова, в сім'ї Гомера Ллойд Карсона (1899—1983), менеджера енергетичної компанії, і Рут Елізабет Карсон (1901—1985), жінки з ірландським корінням. Своє дитинство він провів переїжджаючи з міста в місто по південному заході Айови, перш ніж у віці восьми років остаточно осісти в Норфолку. Там Карсон ріс і почав розвивати свій талант для розваги себе і своїх близьких.
У віці 12 років, маленький Джонні знайшов книги по магії в будинку друга і відразу ж замовив поштою набір фокусника. Після чого він почав відпрацьовувати свої трюки на своїй сім'ї показуючи карткові фокуси. Трохи пізніше він почав заробляти перші гроші виступаючи на різних ярмарках. Після закінчення середньої школи він автостопом добрався до Голлівуду, де був заарештований і оштрафований на 50$ за образу співробітника поліції.

### Служба в армії
Джонні приєднався до військово-морського флоту США 8 червня 1943 року і пройшов програму підготовки офіцерів ВМС V-12 в Колумбійському університеті і коледжі Millsaps. Ближче до кінця війни він був переведений на USS Пенсильванія в Тихому океані, де провів 10 матчів з боксу серед любителів і здобув перемогу у всіх. Пізніше його корабель був направлений в зону бойових дій, але бомбардування Хіросіми і Нагасакі завершили війну.
Після війни він недовгий час займав посаду офіцера зв'язку, відповідального за розшифровку даних. В одному з інтерв'ю він сказав, що головною подією в його військовій кар'єрі було виконання магічного трюку для міністра ВМФ США Джеймса В. Форрестола. У розмові з Форрестолом, міністр запитав молодого офіцера, чи планує він залишитися на флоті після війни. У відповідь Карсон сказав ні і відповів йому, що хоче бути чарівником. Форрестол попросив його виступити, і Карсон у відповідь показав картковий трюк.

### Навчання в університеті
Після служби в армії, щоб не втрачати час, він скористався освітніми можливостями ВМС і вступив в Університет Небраски-Лінкольна, де він приєднався до братерства Phi Gamma Delta, продовжуючи показувати магічні трюки. Там він почав вивчати журналістику з серйозним наміром стати письменником-гумористом.
Назва його випускної роботи звучала так: «Як писати комічні жарти». Вона представляла компіляцію записаних скитів і жартів з популярних радіо-шоу з Джонні, де він пояснює комічну техніку голосу за кадром. Він отримав ступінь бакалавра мистецтв з радіо та мовлення (з додатковою спеціалізацією у фізиці) в 1949.

### Телебачення
Його шоу виходило з 1962 до 1992 року. Воно «сильним було не тільки персонами ведучих, але саме невидимою глядачеві роботою редакторів».
Режисери проєкту: Дік Карсон, Фредерік Де Кордова, Джері Льюїс .
Сценарій шоу: Джей Лено, Джим Малхолланд, Нік Арнольд, Джо Бігелоу і сам ведучий.
У шоу Джонні Карсона брали участь: Джордж Сігал, Річард Дін Андерсон, Джим Абрагамс, Джеррі Цукер, Девід Цукер, Алан Кінг, Делла Різ, Бетті Уайт, Білл Косбі, Боб Н'юхарт, Бен Верін, Роберт Блейк, Валері Харпер, Олівія Ньютон-Джон, Фредді Принц, Боб Хоуп, Джей Лено, Джоан Ріверз, Дон Ріклес, Девід Леттерман, Стів Мартін, Ед МакМахон, Гелен Редді, Джулі Лондон, Маклін Стівенсон, Майкл Джей Фокс, Фліп Вілсон, Лола Фалана, Франс Нуйен.

### Кінематограф
Як актор, Карсон знімався в стрічках «Джиммі Картер: Людина з Великих рівнин» і «Перші п'ятдесят років — закритий погляд».

### Особисте життя
Він був одружений чотири рази. Його супутницями були Джоан Моррілл з 1949 до 1963 року, Джоан Коупленд з 1963 до 1972, Джоанна Голленд з 1972 до 1985 року. Його остання дружина, Олександра Мессі, була з ним поруч з 1987 року до самої його смерті. Від шлюбу з Джоан Моррілл у нього було троє синів: Крістофер, Корі і Річард.

### Смерть
Джонні Карсон помер 23 січня 2005 року, на 80-му році життя, у власному будинку в Малібу, штат Каліфорнія. Відомий цікавий епізод, коли Карсона попросили вибрати для себе епітафію. Не довго думаючи, Джонні повторив фразу, яку тисячі разів говорив перед рекламними блоками в своєму шоу: 'Не йдіть, я скоро повернуся ". Тіло було кремовано.

## Нагороди
- Як телеведучий шість раз отримував нагороду «Еммі».